# SS Otranto (1909)
SS Otranto («Отранто») — британский пассажирский лайнер. В Первую мировую войну был реквизирован Адмиралтейством и переоборудован во вспомогательный крейсер, на него установили 6 орудий калибра 120 мм. Участвовал в неудачном для КВМФ Великобритании сражении при Коронеле, однако ему удалось уйти вместе с лёгким крейсером «Глазго».
Затонул вместе с американскими солдатами на борту в результате столкновения с пароходом «Кашмир» 6.10.1918 у берегов Шотландии. Погибло 350 американских солдат и офицеров и 80 членов экипажа «Отранто».